# هردوگو

هردوگو شهری در شهرستان پا در استان باله در بورکینافاسوی جنوبی است و جمعیت آن ۹۵۷ نفر است.